# La Iglesia de Jesucristo de los Santos de los Últimos Días en México

La Iglesia de Jesucristo de los Santos de los Últimos Días en México es una organización cristiana que forma parte de La Iglesia de Jesucristo de los Santos de los Últimos Días constituida en Estados Unidos y fundada por Joseph  Smith. Actualmente la iglesia cuenta con 1 234 545 miembros en este país divididos en 2009 congregaciones. Cuenta con 12 templos, 23 misiones y 260 centros de historia familiar.
La Secretaría de Gobernación a través de la Dirección General de Asociaciones Religiosas le otorgó el Registro Constitutivo SGAR/592/93 y su sede actual se encuentra en Naucalpan de Juárez, Estado de México.

## Antecedentes
En junio de 1874  en Salt Lake City, sede de La Iglesia de Jesucristo de los Santos de los Últimos Días, el presidente de la iglesia Brigham Young anunció que pronto se llevaría el evangelio a los millones de mexicanos considerados como descendientes de Lehi. Según LaMond F. Tullis, fueron dos los factores que motivaron la incursión inicial de la Iglesia de Jesucristo en México, a saber, el primero fue la importancia de la prédica a los hijos de Lehi como preparación para la segunda venida del Señor y el segundo, el crecimiento del pueblo de la Iglesia en el mundo, lo que traía como consecuencia la necesidad de exploración y colonización de nuevos territorios. Sin embargo los misioneros y exploradores miembros de la Iglesia tuvieron que esperar cierto tiempo para que México tomara nuevamente un rumbo propicio para realizar su prédica y exploración. Es en el año de 1876, durante el gobierno de Sebastián Lerdo de Tejada llegan los primeros misioneros da la Iglesia a México de manera oficial.
A partir de 1861 se dieron en México una serie de libertades religiosas, que permitieron la constitución de organizaciones religiosas protestantes en México. Aún con la Intervención francesa, México no vio menguada al cien por ciento su libertad religiosa, en este tenor, según Jean-Pierre Bastian, el emperador Maximiliano de Habsburgo no cumplió las expectativas del clero en cuestión del restablecimiento de las condiciones imperantes antes de la Reforma pues el Papa Pío IX inició la presión inmediatamente al enviar a Maximiliano una carta en donde pedía la anulación de las Leyes de Reforma, el establecimiento de la Religión Católica y la eliminación de todas las trabas que mantenían a la iglesia dependiente del Estado. No obstante Maximiliano, miembro de la masonería, no atendió las exhortaciones del Papa y no modificó la política liberal en materia religiosa. En 1867, al regresar Benito Juárez al poder, mantuvo la línea liberal religiosa y así lo hizo su sucesor, Sebastián Lerdo de Tejada. En este marco político-ideológico se dio como resultado la pérdida de control civil por parte de la Iglesia católica y el creciente interés de la población mexicana en diversas religiones ajenas al catolicismo.

## Historia

### Entrada en México: proselitismo y exploración

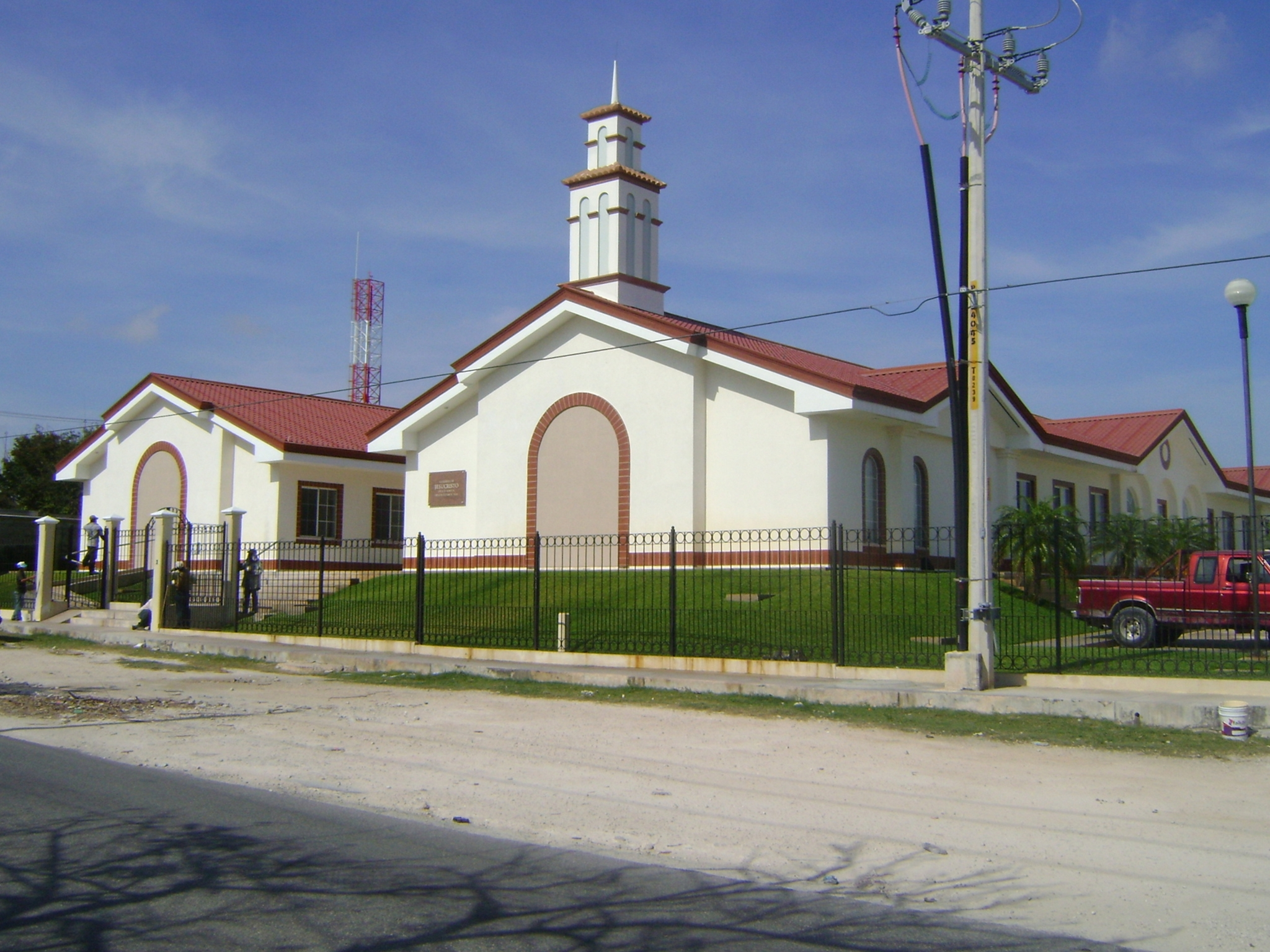
Centro de Reunión 237, ubicado en la Colonia 237 de Cancún, Q. Roo.

Por su parte, la cabecera de La Iglesia de Jesucristo de los Santos de los últimos días de Estados Unidos inició preparativos para iniciar su obra proselitista en México. Brigham Young pidió a Daniel W. Jones y a Henry Brizze prepararan la traducción al español de escrituras mormonas (lo que a futuro se conocería con el nombre de Trozos Selectos del Libro de Mormón). Juntos obtuvieron la ayuda de Melitón González Trejo, un exoficial del ejército español asignado durante varios años en las Filipinas. Se inicia entonces el proceso de prédica y exploración mormona en México.
Cinco hombres más aparte de Daniel W. Jones emprendieron su viaje a México, a saber: Helamán Pratt, James Z. Stewart, Anthony W. Ivins, Robert H. Smith y Ammón M. Tanney. En 1875, los misioneros salieron para el doble propósito de predicar el evangelio y encontrar lugares para crear colonias mormonas. Los misioneros volvieron con informes positivos al año siguiente y otro grupo se envió en octubre de 1876. En 1877, Young discutió la idea de colonizar partes del norte de México pero se consideró poco prudente, debido al peligro considerable de apaches en la zona. Young murió más tarde y le sustituyó el presidente John Taylor.
Posteriormente los misioneros enviaron copias de los Trozos Selectos del Libro de Mormón a hombres prominentes de las principales ciudades de México, una de ellas terminó en manos de Ignacio Manuel Altamirano quien escribió una carta a Salt Lake City, agradeciendo por el libro y pidiendo un poco más de información sobre el mensaje mormón. Otra copia fue recibida por Plotino C. Rhodakanaty quien entabló correspondencia con La Iglesia de Jesucristo de los Santos de los Últimos Días. El 20 de noviembre de 1879 Rhodakanaty fue bautizado dentro de La Iglesia de Jesucristo de los Santos de los últimos días por el apóstol Moisés Thatcher. En un primero momento Rhodakanaty se mantuvo firme en su nueva ideología pero poco a poco fue deteriorándose la relación entre él y el liderato mormón. Los historiadores Illades y Tullis afirman que el motivo que llevó a Rhodakanaty a unirse a La Iglesia de Jesucristo de los Santos de los Últimos Días fue la doctrina denominada Orden Unida. Plotino postulaba la creación de un comunitarismo mormón, en donde todos fueran relativamente iguales. Sin embargo la doctrina mormona de la Orden Unida no era entendida así, pues según un teólogo mormón:

Los primeros mormones establecieron la Orden Unida como organización legal para recibir consagraciones, adjudicar mayordomías a los donantes y regular los depósitos que contenían los excedentes. El Orden Unido no es un sistema comunitario; en este no se tienen  todas las cosas en común, una vez que una persona ha consagrado “ el agente del Señor” nuevamente restituye al donante “cuanto sea necesario para él y su familia conforme a las circunstancias, carencias y necesidades”
D y C 42:32

Por lo tanto Rhodakanaty se retiró de La Iglesia Mormona y ya en 1881 escribía artículos contra tal Iglesia en los periódicos socialistas.
Desanimados por las pugnas que se daban en la capital, los misioneros mormones comenzaron a mirar hacia los poblados circunvecinos de la Ciudad de México. Emprendieron su proselitismo en lugares como Ixtacalco, Cuernavaca, Cuautla, Tlalpan, San Andrés de la Cal, Ozumba, Amecameca, Atlautla, y Chalco, donde convirtieron a gente que más tarde llegaría a ser prominente para La Iglesia de Jesucristo de los Santos de los Últimos Días en México. No obstante lo anterior, Moisés Thatcher y otros misioneros veían con pesimismo los esfuerzos misionales mormones.

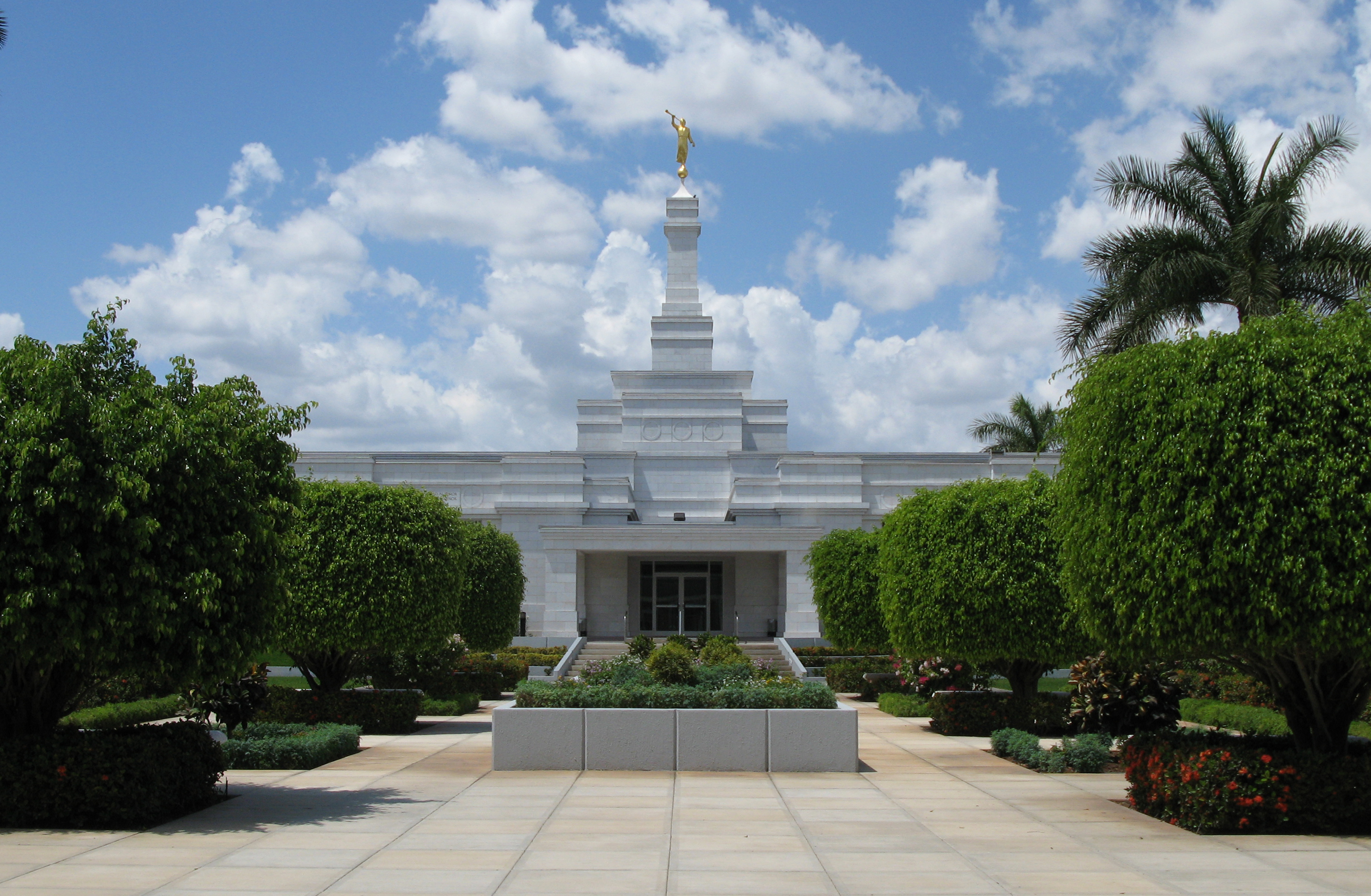
Templo de Mérida en Yucatán.

Debido a la persecución que la Iglesia SUD sufría en los Estados Unidos, motivada por la doctrina de poligamia o pluralidad de esposas, en 1885 John Taylor, sucesor de Brigham Young, envió a un grupo de exploradores a Chihuahua. Entre ellos se encontraban Joseph F. Smith, Erastus Show, Moisés Thatcher, Jesse N. Smith, Lot Smith, Melitón G. Trejo y James H. Martineau los cuales escogieron el valle de Casa Grandes como un buen lugar para asentarse. Dicho valle había sido explorado bajo la administración de Brigham Young nueve años antes.
Las autoridades gubernamentales locales se mostraban escépticas y desconfiadas. Se emitieron algunas órdenes de expulsión del Estado de Chihuahua contra los mormones revocadas por el gobierno federal, ya que éste estaba interesado en permitir la colonización de lugares deshabitados. El presidente Porfirio Díaz simpatizaba con los mormones, tal vez porque quizá consideraba que ellos probaban que su política de colonización era buena para la economía mexicana. Al respecto Paul Garner explica:

Díaz otorgó audiencias privadas a los representantes de diversas denominaciones protestantes… y alentó sus programas misioneros y de colonización. En el caso de La Iglesia mormona, por ejemplo, uno de sus “apóstoles” enviados para resucitar la misión mormona mexicana, John H. Smith describió la forma en que el presidente lo recibió con los brazos abiertos. De manera subsecuente, Smith describió a Díaz como “el mayor benefactor de los mormones… No hay hombre más heroico en la verde tierra de Dios… que el hombre que está a la cabeza del gobierno de México…”

### La Revolución Mexicana
Para 1912, los mormones habían ubicado a más de cuatro mil personas en nueve colonias mexicanas, siete en el estado de Chihuahua y dos en Sonora; colonias muy prósperas para la época. Sin embargo, el progreso no duró mucho, pues en 1910 tuvo inició la Revolución Mexicana contra Porfirio Díaz. Este había cometido dos errores graves, a saber:
- Gobernar en forma progresiva desde 1876, con lo cual había reducido su base social del régimen.
- En 1908 Díaz había prometido públicamente realizar elecciones populares en 1910, permitiendo con esto que movimientos políticos contrarios a su gobierno iniciaran preparativos para tal fin.

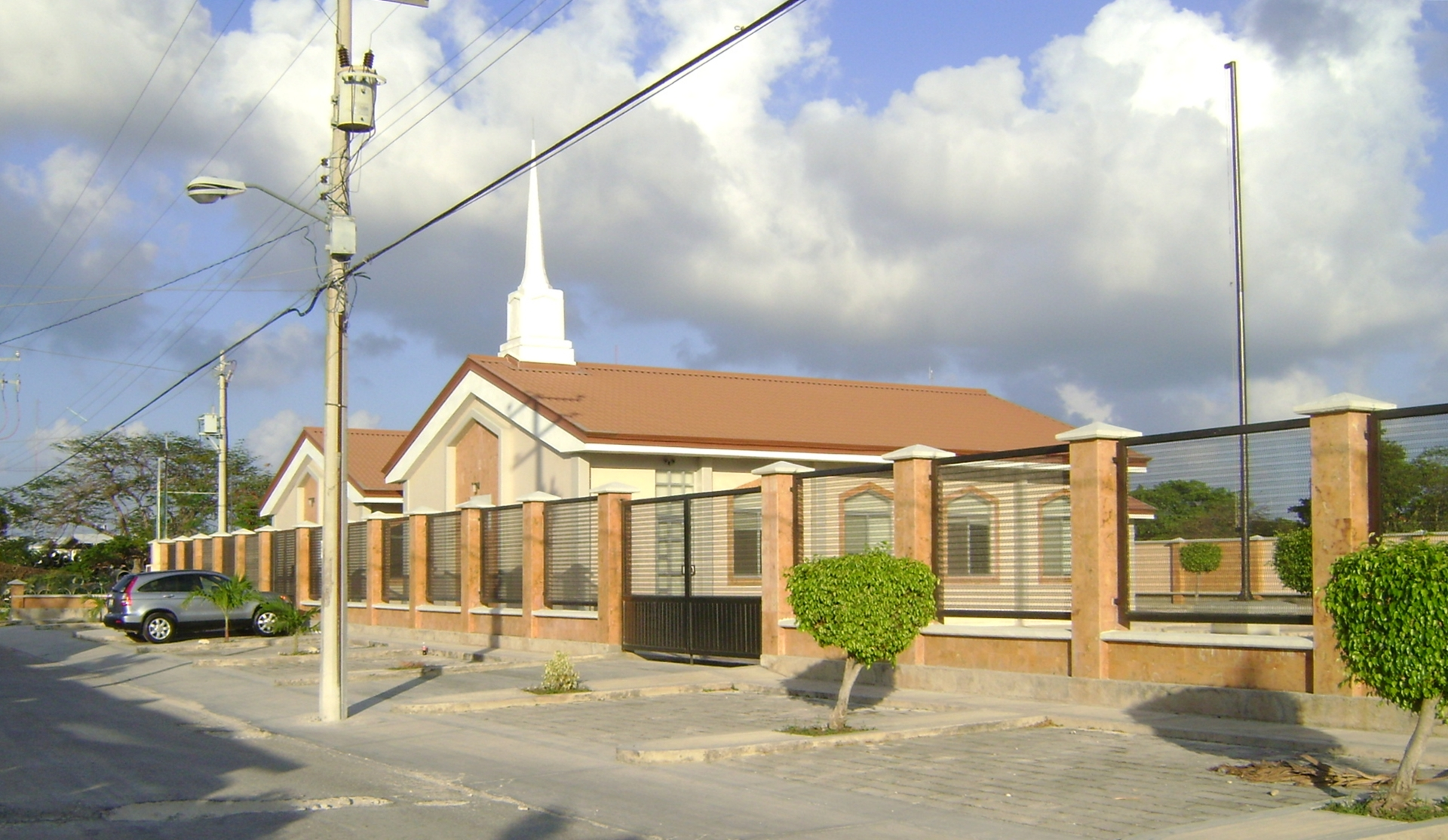
Centro de Reunión Kabah, Cancún, Quintana Roo.

Lo anterior desató el descontento de las clases medias y bajas de la población en México, las cuales iniciaron levantamientos en lugares tan distantes como Yucatán y Sinaloa. Francisco I. Madero uno de los ideólogos más importantes de la Revolución, después de estar preso por oponerse al régimen, cruzó la frontera hacia Estados Unidos y ahí en su refugio extranjero formuló e hizo penetrar en México sus ideas revolucionarias concretadas en el llamado Plan de San Luís, el cual enarbolaba el lema de Sufragio Efectivo y No Reelección. La Revolución había iniciado. Hombres como Pascual Orozco, Emiliano Zapata y Francisco Villa se levantaron en armas, teniendo como escenario la parte norte y centro de México. Precisamente las partes en donde los mormones se habían ubicado. Los mormones en el norte tenían dos desventajas, eran anglosajones y eran prósperos. Por ello, declararse neutrales y llevar a efecto tal neutralidad fue muy complicado. Las tropas federales y revolucionarias continuamente acechaban, cada cual indicándoles que ellos eran la “ley” a la cual se debían sujetar. Tras la continua presión, los mormones recibieron la orden de evacuar sus comunidades. Por medio del Ferrocarril Central Mexicano se dirigieron hacia el Paso Texas y/o Arizona. Algunas crónicas de los mormones de la época describen la situación.

Recuerdo los regalos que recibimos en la boda, algunos de los cuales nunca se abrieron, y se quedaron para ser destruidos por los mexicanos que incendiaron nuestras casas.
Luella R. Haws

Dejamos cosas que nos habían costado 25 años de trabajo. Nuestros huertos empezaban a dar fruto. Por primera vez teníamos almacenado pan y frutas para un año, pero lo dejamos. Salimos como animales llevando solo unos cuanto acolchados.
Eliza Tracy Allred

Los mormones del centro de México también se vieron afectados por la Revolución Mexicana. A decir de Tullis y Lozano, los mormones en el centro del país no fueron afligidos fuertemente por balas o cañones sino por enfermedad y falta de abrigo, también por la naturaleza anti extranjera de la lucha, la cual hacía nacer el miedo de que los misioneros mormones angloamericanos fueran asesinados. En abril de 1912 José F. Smith presidente de La Iglesia SUD mandó un telegrama a Rey Lucero Pratt, el encargado de La Iglesia de Jesucristo de los Santos de los Últimos Días en México, para que hiciera todo lo posible por proteger a los misioneros norteamericanos. Por algunos meses la actividad misional mormona pareció estar relativamente normal, hasta que el incremento de fuerzas revolucionarias indicaba que algunos de ellos intentarían tomar la capital para septiembre de 1913. El 28 de septiembre el gobierno de Estados Unidos indicó que todo norteamericano debía salir del país, ello originó el éxodo de misioneros mormones por la vía de Veracruz hacia Estados Unidos. Esta acción dio como resultado que los seguidores mexicanos del mormonismo tuviesen que caminar solos. A decir de Lozano, los factores que permitieron que el liderato nativo se desarrollara fueron:
1. La distancia entre las oficinas generales mormonas en Utah y el pueblo mexicano mormón.
2. La inestabilidad política y económica de México.
3. La falta de continuidad en el liderato anglosajón mormón en México.

### Rey L. Pratt
Al término de la Revolución Mexicana, Rey L. Pratt regresó a México, y vio con buenos ojos que el liderazgo se había consolidado y aún alentó a que éste se desarrollará aún más. Isaías Juárez, Bernabé Parra y Abel Páez fueron llamados para presidir el distrito mormón en el país. Con lo anterior, los líderes mexicanos cobraron mucha confianza y fuerza frente a sus seguidores. Rey L. Pratt, a su vez era visto como el benefactor, como el padre, como el guía para los neófitos mormones en México.

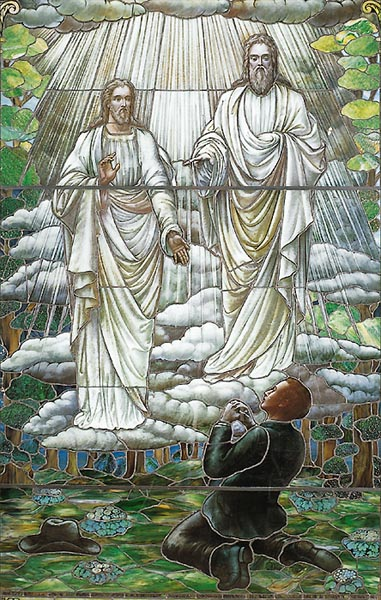
Vitral representando la primera visión de José Smith, completado en 1913 por un artista desconocido (Museo de Historia y Arte de la Iglesia).

En Utah la iglesia tomaba nuevas determinaciones con respecto a Pratt pues fue enviado a abrir la prédica del mormonismo en Argentina, lo cual originó mucha tristeza en el grueso de la población mormona mexicana. A pesar de que Pratt no descuidó a las congregaciones mexicanas, no podía estar al cien por ciento en México, lo que motivó que la figura de líderes nativos cobrara fuerza. Al regresar Pratt a México, aseguró que los mormones mexicanos estaban dedicados a su Iglesia y por lo tanto, más capacitados que antes para funcionar aislados. Eso suscitó que los SUD mexicanos comenzaran a crear una esperanza en un futuro desarrollo autónomo. Ideal que Pratt alentaba cada vez que podía hacerlo, hasta su muerte acaecida el 14 de abril de 1931.
Es vital resaltar que Rey L. Pratt jugó un papel trascendental en el desarrollo del mormonismo en México. Su carisma, su amor por sus seguidores, su deseo de servir, su unión para con la feligresía mexicana motivaron que, a su muerte los mormones mexicanos esperaran con ansia un nuevo Rey L. Pratt, alguien que siguiera con el mismo camino: amando, motivando y ayudando a la naciente iglesia mormona en México. No sucedió así, pues fue llamado como nuevo presidente de misión Antonio R. Ivins, quien se alejó de la membrecía mexicana. El nuevo presidente de misión no tenía el carisma de Pratt y mucho menos el amor que este mostraba, lo anterior, aunado al creciente nacionalismo posrevolucionario que imperaba en México, caracterizado por la exaltación del pasado indígena y rechazo a lo extranjero, dio como resultado que la iglesia mormona mexicana se organizara en lo que la historia ha denominado Las Convenciones. Estas tenían por objetivo lograr que la Iglesia de Jesucristo de los Santos de los Últimos Días permitiera que quien dirigiera la Iglesia en México fuese una persona de nacionalidad mexicana. Esta petición se basaba en el texto que los mormones consideran sagrado, a saber: El Libro de Mormón, el cual menciona:

Pues he aquí, el Señor concede a todas las naciones que de su propia nación y lengua enseñen su palabra, sí con sabiduría...

La visión de las autoridades de La Iglesia SUD al respecto, era que La Iglesia mormona mexicana no estaba totalmente madura para guiarse a sí misma. La Primera Presidencia llamó A. R. Ivins primero y después a Harold W. Pratt, medio hermano de Rey L. Pratt, para guiar la obra mormona en México. Esto ocasionó una calma aparente hasta que la cabecera de la Iglesia en Utah anunció que se dividiría la Misión en dos: la Misión México-Americana y la Misión Mexicana, quedando a la cabeza de esta última nuevamente Harold W. Pratt. Sin duda, esto fue un duro golpe para el nacionalismo del liderato mexicano mormón, el cual sostenía que tenía la capacidad suficiente para guiarse por sí mismo.

## Actualidad
El 29 de junio de 1993 el gobierno mexicano registró formalmente la Iglesia, permitiéndola poseer propiedad. El presidente Howard W. Hunter visitó México para crear la estaca de Contrerasm la número 2000 de la Iglesia, el 11 de diciembre de 1994. Hoy en día La Iglesia de Jesucristo de los Santos de los Últimos Días en México posee 13 templos en funciones y uno más en construcción:
1. Templo de Ciudad Juárez.
2. Templo de Colonia Juárez.
3. Templo de Guadalajara.
4. Templo de Hermosillo.
5. Templo de Mérida Yucatán.
6. Templo de la Ciudad de México.
7. Templo de Monterrey.
8. Templo de Oaxaca.
9. Templo de Tampico.
10. Templo de Tijuana.
11. Templo de Tuxtla.
12. Templo de Veracruz.
13. Templo de Villahermosa.

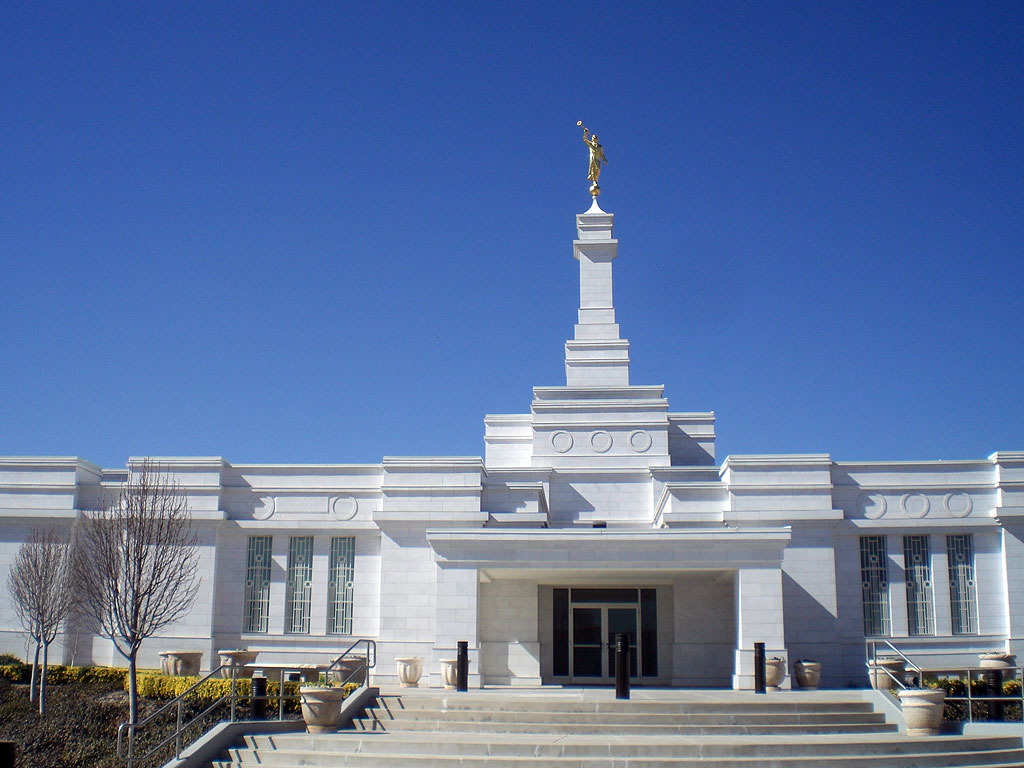
Templo de Ciudad Juárez, Chihuahua.

14. Templo de Puebla (palada inicial 30 de noviembre de 2019).